# Tompapuszta megállóhely
Tompapuszta megállóhely egy Békés vármegyei vasúti megállóhely, Battonya településen, a MÁV üzemeltetésében. Közúti elérését a 4444-es útból Battonya nyugati szélén kiágazó 44 136-os számú mellékút biztosítja.

## Vasútvonalak
A megállóhelyet az alábbi vasútvonalak érintik:
- Mezőtúr–Battonya-vasútvonal

## Kapcsolódó állomások
A megállóhelyhez az alábbi állomások vannak a legközelebb:
- Belsőperegpuszta megállóhely (Mezőtúr–Battonya-vasútvonal)
- Battonya vasútállomás (Mezőtúr–Battonya-vasútvonal)

## Forgalom
| Járat        | Útvonal                                                | Gyakoriság |
| ------------ | ------------------------------------------------------ | ---------- |
| személyvonat | Battonya – Tompapuszta – Belsőperegpuszta – Mezőhegyes | Napi 1 pár |